# Nana Darkoa Sekyiamah
Nana Darkoa Sekyiamah (Ghana, 6 de gener de 1978) és una escriptora i bloguera feminista ghanesa. Cofundadora, amb Malaka Grant, en gener del 2009, d'un blog sobre sexualitat femenina que va obtenir un èxit espectacular: Adventures from the Bedrooms of African Womens, escriu cròniques per a diversos diaris i revistes, com ara The Guardian i Open Democracy. S'encarrega de la comunicació de l'Associació pels Drets de les Dones al Desenvolupament (en anglès: Association for Women's Rights in Development), i també gestiona els patrocinis i el finançament del Fons de desenvolupament de les dones africanes. Alhora és fundadora del grup Fab Fem, una entitat feminista que lluita per a l'autonomització de les dones. El desembre del 2022, va ser reconeguda com una de les 100 dones de la BBC.

## Obres
- The Sex Lives of African Women (2021)